# سبعة إدنبرة

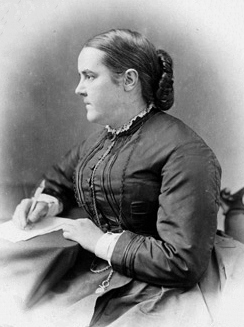
كانت صوفيا جايكس بليك قائدة سبعة إدنبرة.

كانت مجموعة سبعة إدنبرة أول مجموعة من الطالبات الجامعيات المقبولات في جامعة بريطانية. بدأن دراسة الطب في جامعة إدنبرة عام 1869، وعلى الرغم من أن محكمة الجامعة قضت بعدم قبولهم أبدًا، ولم يتخرجن ولم يصبحن طبيبات، فإن الحملة التي خضنها حظيت باهتمام وطني وأكسبتهن كثيرًا من المؤيدين، منهم تشارلز داروين. وضعت حملتهن مطالبات النساء بتلقي التعليم الجامعي على الأجندة السياسية الوطنية، وأدت في النهاية إلى وضع تشريع يسمح بالترخيص للنساء بممارسة الطب في عام 1876 (قانون الطب البريطاني لعام 1876).
سُميت المجموعة أيضًا Septem contra Edinam («سبعة ضد إدنبرة»، في إشارة إلى السبعة ضد طيبة في الأساطير اليونانية). غادرت بعض من الأعضاء الأصل وانضمت أخريات خلال الحملة التي دامت أربع سنوات، إلا أن النساء اللواتي يُعرفن باسم «سبعة إدنبرة» هن:
- صوفيا جيكس بليك
- إيزابيل ثورن
- إديث بيشي
- ماتيلدا شابلن
- هيلين إيفانز
- ماري أندرسون
- إميلي بوفيل

كانت تلك النساء السبع المدرجات في الالتماس المُقدَم إلى المستشفى الملكي في 15 نوفمبر 1870 لطلب القبول في برامج التعليم السريري. سُجلن جميعهن في سجل طلاب الطب في المجلس الطبي البريطاني بين عامي 1869 و1870 بصفة طالبات طب وكن في حاجة إلى تلقي تعليم سريري في المستشفى من أجل استيفاء متطلبات الحصول على إجازة في الطب.

## بداية حملة إدنبرة
تقدمت صوفيا جيكس بليك بطلب لدراسة الطب في مارس 1869، وصوتت كلية الطب والمجلس الأكاديمي لصالح السماح لها بدراسة الطب، إلا أن محكمة الجامعة رفضت طلبها على أساس أن الجامعة لا يمكنها اتخاذ الترتيبات اللازمة من أجل «سيدة واحدة».

ثم أعلنت جيكس بليك في صحيفة ذه سكوتسمان والصحف الوطنية الأخرى عن انضمام مزيد من النساء إليها. أول امرأتين راسلتاها هما إيزابيل ثورن وإديث بيشي. وجاء في رسالة إديث بيشي ما يلي:
«هل تعتقدين أن النجاح يتطلب أكثر من قدرات معتدلة ونصيب جيد من المثابرة؟ أعتقد أن لديّ ذلك ربما، بالإضافة إلى حبي الحقيقي لموضوعات الدراسة، ولكنني لست على معرفة شاملة بهذه المواضيع في الوقت الحاضر، أخشى أنني قاصرة في معظمها. أخشى أنني لن أتمكن من اجتياز الاختبار التمهيدي دون قدر كبير من الدراسة السابقة».
لم تُنصف تلك الرسالة المتواضعة قدرتها الفكرية؛ انظر منحة هوب أدناه.
قُدم طلب ثانٍ في صيف عام 1869 باسم مجموعة مكونة من خمس نساء. وطلبت المجموعة التسجيل في الجامعة وكل ما يضمنه ذلك: الحق في حضور الفصول الدراسية كلها والامتحانات المطلوبة للحصول على إجازة في الطب.
مُنحت الموافقة على هذا الطلب من قبل محكمة الجامعة، وفي ذلك الوقت كانت المجموعة قد زادت إلى سبعة. أقامت النساء في بيكلو بليس 15 وهو الآن موقع مكتب تجربة الطلاب في جامعة إدنبرة، وبدأن التحضير لامتحان القبول بالجامعة.

## امتحان القبول 1869
كان امتحان القبول مكونًا من جزأين. كانت اللغة الإنجليزية واللاتينية والرياضيات مواد إلزامية. ويجب على كل مرشح أن يختار موضوعين من مجموعة ضمت اليونانية والفرنسية والألمانية والرياضيات العليا والفلسفة الطبيعية والمنطق والفلسفة الأخلاقية. درّست صوفيا جيكس بليك الرياضيات للنساء الأخريات. من بين 152 مرشحًا خاضوا الامتحان في 19 أكتوبر 1869، امتُحنت خمس نساء. وجاءت أربعٌ منهن في المراكز السبعة الأولى.

## أول طالبات جامعيات في بريطانيا
في 2 نوفمبر 1869، وقعت النساء المقبولات على قائمة التسجيل. وبذلك أصبحت جامعة إدنبرة أول جامعة بريطانية تفتح أبوابها أمام النساء. كتبت جيكس بليك في إحدى رسائلها إلى صديقتها لوسي سيويل:
«إنه لأمر عظيم أن تدخلي أول جامعة بريطانية تستقبل النساء على الإطلاق، أليس كذلك؟»
من الوثائق التاريخية خلال الحملة تقويم جامعة إدنبرة لعام 1870. الذي احتوى قسمًا جديدًا ظهر تحت عنوان لوائح تعليم المرأة في الطب في الجامعة. وذكر أن النساء سيتلقين الدراسة في فصول منفصلة عن تلك المخصصة للرجال وسيدفعن رسومًا أعلى لأن فصولهن أصغر. وفي جميع النواحي الأخرى، يجب معاملة النساء تمامًا مثل الرجال، «مع مراعاة جميع اللوائح الحالية أو المستقبلية المعمول بها في الجامعة فيما يتعلق بتسجيل الطلاب وحضورهم الفصول الدراسية والامتحانات أو غير ذلك».

## منحة هوب
في مارس 1870، خضعت النساء للامتحانات الأولى في علم وظائف الأعضاء والكيمياء. ولم تنجح الشابات وحسب، بل حصلت أربعٌ منهن على مرتبة الشرف في كلا الموضوعين. نالت إديث بيشي، التي كتبت الرسالة المتواضعة إلى صوفيا جيكس بليك (انظر أعلاه)، المركز الأول بين المرشحين الذين خضعوا للامتحان لأول مرة، فحازت بذلك الأحقية بمنحة هوب.
أُنشئت هذه المنحة قبل 40 عامًا من قبل أستاذ الكيمياء توماس تشارلز هوب، وكانت تُمنح للطلاب الأربعة في المراكز الأولى ممن يخضعون للامتحان لأول مرة. كان الدكتور كروم براون، أستاذ الكيمياء آنذاك، سعيدًا في البداية بمساعدة الطالبات، لكنه لاحظ الاستياء المتزايد تجاههن من زملائه في كلية الطب، وخاصة السير روبرت كريستيسون ذو النفوذ. وخشي أيضًا من أن يُنظر إلى تقديم المنحة الدراسية لامرأة على أنه استفزاز للطلاب الذكور. لذلك قرر إعطاء المنح الدراسية للطلاب الذكور الذين حصلوا على درجات أقل من النساء.

## زيادة العداء تجاه النساء
كان البروفيسور روبرت كريستيسون من المعارضين الشديدين للمرأة. عقدت محكمة الجامعة نقاشًا في أبريل 1870 لاتخاذ قرار بشأن السماح للنساء بالالتحاق بالفصول المختلطة (وبالتالي مساواتهن تمامًا مع الطلاب الذكور، ما يقلل الرسوم الباهظة التي يدفعنها ويؤهلهن للفوز بالجوائز المالية أيضًا). خلال هذه المناقشة، أعرب البروفيسور روبرت كريستيسون والبروفيسور لايكوك عن وجهات نظر حظيت باهتمام الصحافة الوطنية التي دعمت النساء. وعلقت صحيفة ذا تايمز:
«إن أقوى حجة ضد قبول الشابات في فصول الطب في إدنبرة هي أنهن سيحضرن محاضرات الأساتذة القادرين على التحدث بهذه الحدة».
أشار لايكوك إلى أن النساء اللاتي يسعين إلى العمل في الطب «يمِلن إلى الدناءة» وأنهن «مجدليات» (بغايا مُصلَحات). وتساءلت صحيفة ذا تايمز عن سبب عدم اهتمامه المشابه بالطلاب الذكور. شكك روبرت كريستيسون في صحة الاعتقاد بأن النساء المريضات يرغبن في أن تعالجهن طبيبات، وقادته استقصاءاته الخاصة إلى الاعتقاد أن العكس هو الصحيح. واختتم حجته بقوله «صِرن قابلات لا طبيبات!».
دفع تأثير كريستيسون كثيرًا من أعضاء هيئة التدريس الذين دعموا النساء في البداية إلى تجنب تدريسهن طوال الفترة المتبقية من عام 1870. وبدأت نسبة متزايدة من الطلاب الذكور الهجوم والتطاول على النساء، وأغلقوا الأبواب في وجوههن، وزاحموهن على مقاعدهن، ورفعوا ضحكاتهم وأصواتهم كلما اقتربت النساء.
كتبت جيكس بليك لاحقًا أنها شعرت «كما لو أن مؤامرة قد صُممت لجعل موقفنا غير مريح قدر الإمكان». ودونت الإساءات التي وجهت إليها: «خُلع» جرس بابها وتضررت اللوحة الاسمية الخاصة بها خمس مرات، ووُضعت «عجلة كاثرين» على بابها، ونُفخ الدخان في وجوههن، وأرسلت إليهن رسائل قذرة، ونُصبت كمائن لهن في شوارع هادئة، ونودينَ بألفاظ بذيئة في الأماكن العامة.
تحدثت إديث بيشي، في رسالة إلى صحيفة ذه سكوتسمان عن ملاحقتها في الشوارع ومناداتها «بأبشع الألقاب»، مثل «عاهرة».
يعتقد الأصدقاء والمؤيدون أن بعضًا من الأساتذة حرضوا الطلاب على التصرف على هذا النحو. بدأت النساء في اتخاذ الاحتياطات اللازمة، كالمشي في مجموعة، لكنهن لم يكن مستعدات للأحداث التي وقعت يوم الجمعة 18 نوفمبر 1870.